# Jacques Toutain
Pour les articles homonymes, voir Toutain.
Jacques Toutain, né le 17 avril 1929 à Saint-Martin-du-Manoir (Seine-Inférieure) et mort le 1er septembre 1985 à Grasse (Alpes-Maritimes), est un homme politique français.

## Biographie
Jacques Toutain est licencié en droit, diplômé de l'Institut d'études politiques de Paris et ancien élève de l'École nationale d'administration (promotion Albert-Thomas).
Inspecteur des finances, il est conseiller technique dans plusieurs cabinets ministériels : auprès de Louis Joxe, ministre chargé des Affaires algériennes (1961-1962), de Robert Boulin, secrétaire d'État aux Rapatriés (1962), de François Missoffe, ministre des Rapatriés (1962-1964), d'André Bord, secrétaire d'État à l'Intérieur (1966) puis de Michel Poniatowski, ministre de la Santé (1973).
En 1984, il devient président du conseil d'administration de l'Agence centrale des organismes d'intervention dans le secteur agricole.
Il est conseiller général du canton de Versailles-Sud de 1973 à 1979 et maire de Jouy-en-Josas de 1970 à sa mort. En mars 1985, il devient sénateur (UDF-Rad.), après le décès de Brigitte Gros.
Il meurt en septembre 1985 à Grasse, lors de l'université d'été de son parti.

## Détail des fonctions et des mandats
Mandat parlementaire
- 12 mars 1985 - 1er septembre 1985 : sénateur des Yvelines